# Georg Behrmann (Theologe)

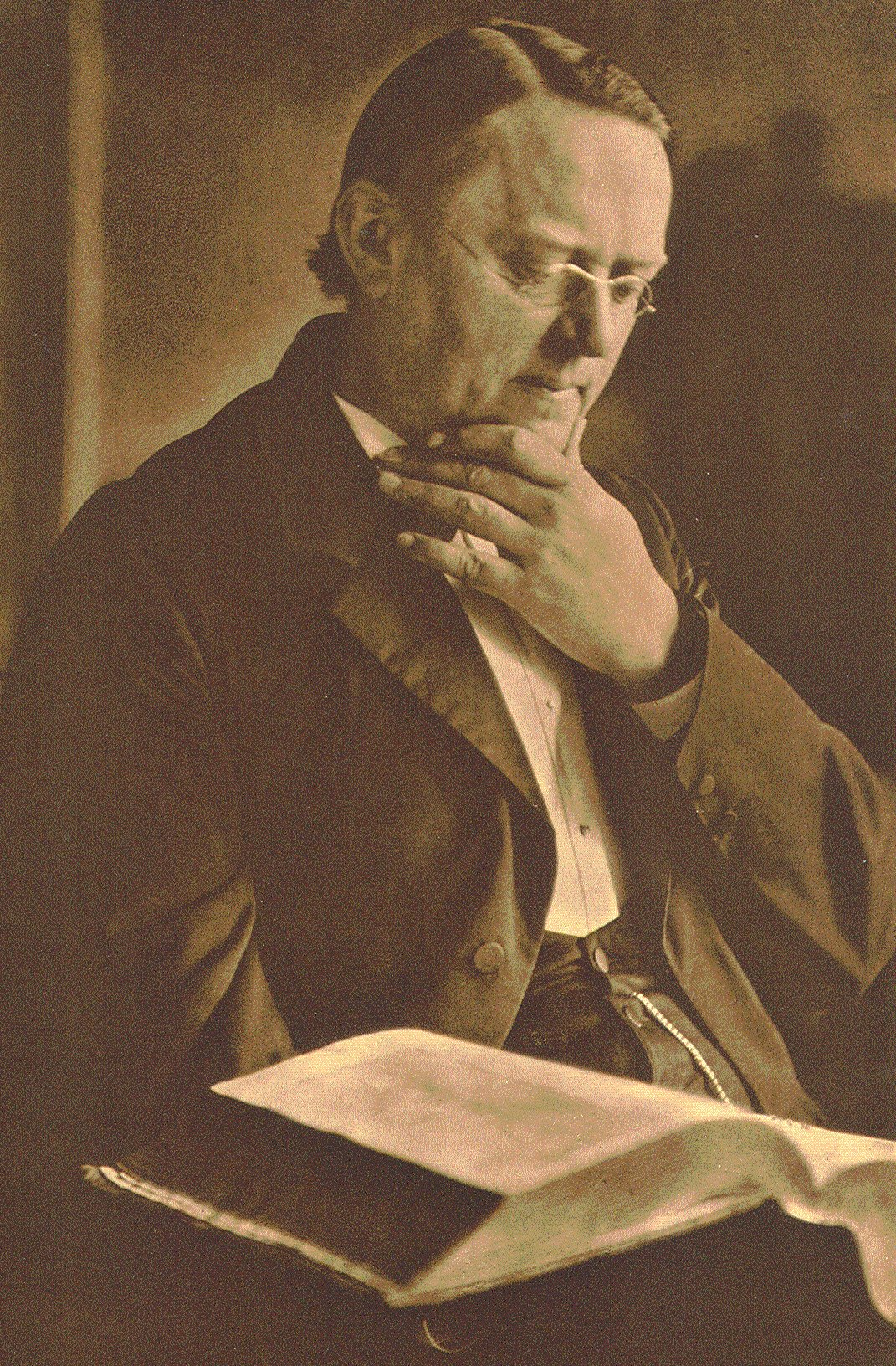
Georg Behrmann, 1905

Christian Conrad Georg Behrmann (* 15. November 1846 in Hamburg; † 10. Juli 1911 in Lokstedt) war ein deutscher evangelisch-lutherischer Theologe.

## Leben
Georg Behrmann war der Sohn des Schlossermeisters Dietrich Behrmann (1817–1849) in Ahlden und seiner Frau  Lydia Schultz (1804–1884). Er wuchs – sein Vater verstarb sehr früh – in bescheidenen, aber rechtschaffenen Verhältnissen auf und konnte die Gelehrtenschule des Johanneums besuchen. Nachdem er dort die Hochschulreife erworben hatte, studierte er an den Universitäten Halle und Tübingen Theologie mit dem Schwerpunkt auf Orientalistik.
1870 wurde er Pastor an der St. Johanniskirche in Curslack. Am 29. Oktober 1871 wurde er zum Pastor an der St.-Michaelis-Kirche seiner Heimatstadt gewählt und 1873 wurde er Pastor an der St.-Nikolai-Kirche in Kiel. 1879 wurde er Hauptpastor der St.-Michaelis-Kirche in Hamburg. Mit seiner Wahl zum Senior des geistlichen Ministeriums nach dem Tod von Adolf Kreusler 1894 wurde er der Leitende Geistliche der Evangelisch-Lutherischen Kirche im Hamburgischen Staate.

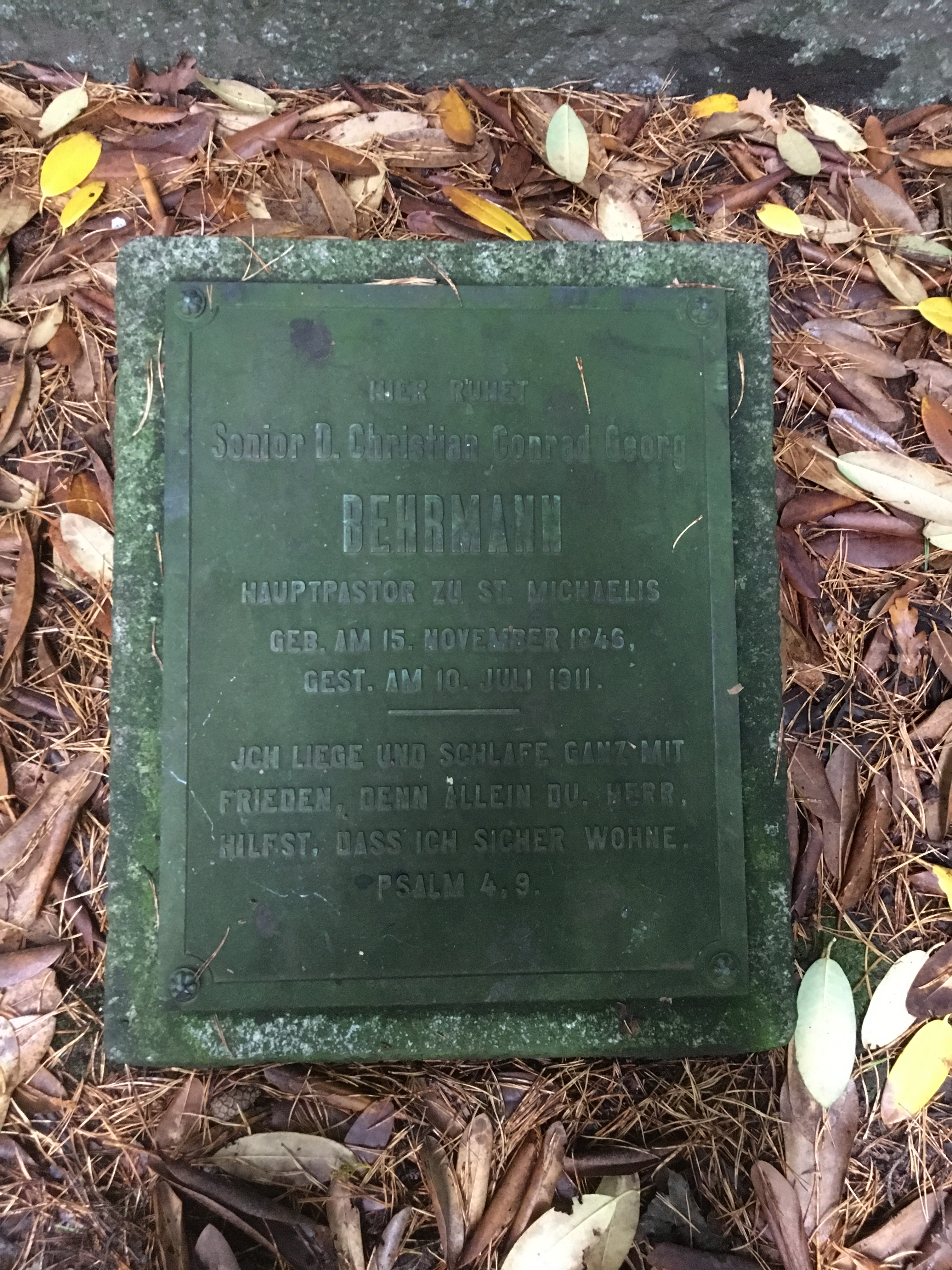
Grabplatte in der Familiengrabstätte auf dem Friedhof Ohlsdorf

Nachdem er 1895 zum Ehrendoktor der Theologie der Universität Kiel ernannt wurde, begleitete er 1898 Kaiser Wilhelm II. auf dessen Reise in das Heilige Land und nach Jerusalem.
Der Brand der St.-Michaelis-Kirche am 3. Juli 1906, der die Kirche fast vollständig in Schutt und Asche legte, und der Beginn ihres Wiederaufbaus fielen in seine Amtszeit. Behrmann verstarb in seiner Wohnung in Lokstedt. Er war zu seiner Zeit ein weit geachteter Theologe und als Kenner der Orientalisten bekannt geworden. Beigesetzt wurde Behrmann in der Familiengrabstätte auf dem Friedhof Ohlsdorf im Planquadrat Y 23 nordöstlich von Kapelle 2.
Georg Behrmann war verheiratet mit Minna Matthießen (1857–1946). Das Paar hatte einen Sohn, der ebenfalls Georg Behrmann (1877–1958) hieß, in Kiel geboren wurde, zuletzt Pastor in Bergedorf war und Maria (1881–1963), die älteste Tochter von Werner von Melle ehelichte. Nach seinem Sohn ist die 1959 in Bergedorf gegründete Georg-Behrmann-Stiftung benannt worden.

## Werkauswahl
- Die Auferstehung Jesu Christi. Fünf Betrachtungen, 1880.
- Das Buch Daniel, 1894.
- Eine Maienfahrt durch Griechenland, 1890.
- Die Bergpredigt unseres Herrn Jesu Christi: In Bibelstunden ausgelegt, 1882.
- als Hrsg.: Matthias Claudius’ Werke, [1900].
- Nikolaus Ludwig Graf von Zinzendorf: Gedenkbüchlein zu seinem 200jährigen … 1900.
- Hamburgs Orientalisten, 1902.
- Klopstockbüchlein. Zum hundertjährigen Todestag des Dichters am 14. März 1903, 1903.
- Erinnerungen, 1904.
- Kinderleben: Bilder aus dem Seehospiz Kaiserin Friedrich zu Norderney, 1904.
- Vier Predigten. als letzter Gruß seiner Gemeinde und seinen Freunden hinterlassen, 1911
- Das Leben Jesu, mit einem Vorwort hrsg. von A. W. Hunzinger, 1913